# Belén (Linares)
Belén ist eine Ortschaft im Departamento Potosí im Hochland des südamerikanischen Andenstaates Bolivien.

## Lage im Nahraum
Belén liegt in der Provinz José María Linares und ist zentraler Ort des Kanton Belén im Municipio Puna. Die Ortschaft liegt auf einer Höhe von 3447 m im Quellbereich der Quebrada Cayisuyo, der flussabwärts über den Río Belén zum Río Puna und weiter zum Río Pilcomayo fließt.

## Geographie
Belén liegt am südlichen Ende der Anden-Gebirgskette der Cordillera Central. Das Klima der Region ist ein typisches Tageszeitenklima, bei dem die mittlere Temperaturschwankung zwischen Tag und Nacht deutlicher ausfällt als zwischen Sommer und Winter.
Die Jahresdurchschnittstemperatur in der Region beträgt etwa 17 °C (siehe Klimadiagramm Betanzos), die Monatswerte schwanken nur unwesentlich zwischen 14 °C im Juni/Juli und 19 °C von November bis Januar. Die jährliche Niederschlagsmenge liegt bei knapp 500 mm, die Monate Mai bis September sind arid mit Monatswerten unter 15 mm, nur im Januar wird ein Niederschlag von 100 mm erreicht.

## Verkehrsnetz
Belén liegt in einer Entfernung von 54 Straßenkilometern südöstlich von Potosí, der Hauptstadt des Departamentos.
Von Potosí aus führt die insgesamt 1215 Kilometer lange asphaltierte Nationalstraße Ruta 1 nach Süden über Cuchu Ingenio und Tres Cruces weiter nach Tarija und Bermejo an der argentinischen Grenze. Bei Tres Cruces zweigt eine Landstraße nach Nordosten ab, die nach einem Kilometer durch Belén und weiter nach Puna führt.

## Bevölkerung
Die Einwohnerzahl der Ortschaft ist im Jahrzehnt zwischen den letzten beiden Volkszählungen um knapp ein Fünftel angestiegen:
| Jahr | Einwohner         | Quelle       |
| ---- | ----------------- | ------------ |
| 1992 | keine Detaildaten | Volkszählung |
| 2001 | 149               | Volkszählung |
| 2012 | 187               | Volkszählung |
| 2024 |                   | Volkszählung |

Die Region weist einen hohen Anteil an Quechua-Bevölkerung auf, im Municipio Puna sprechen 98,3 Prozent der Bevölkerung Quechua.